# Спенсер Вілтон
Спенсер Вілтон (англ. Spencer Wilton, нар. 1 лютого 1973) — британський вершник, срібний призер Олімпійських ігор 2016 року.

## Виступи на Олімпіадах
| Олімпіада           | Дисципліна            | Місце |
| ------------------- | --------------------- | ----- |
| Ріо-де-Жанейро 2016 | індивідуальна виїздка | 21    |
| Ріо-де-Жанейро 2016 | командна виїздка      | 2     |

## Зовнішні посилання
- Спенсер Вілтон — олімпійська статистика на сайті Sports-Reference.com (англ.) (архівна версія)